# Punktkopf-Laternenfisch
Der Punktkopf-Laternenfisch (Diaphus metopoclampus) ist ein kleiner Tiefseefisch, der fast weltweit in tropischen und gemäßigten Meeren vorkommt. Er fehlt lediglich im Indischen Ozean östlich von 70° Geographischer Länge und im östlichen Pazifik. Er kommt auch an der Atlantikküste Europas und im Mittelmeer vor.

## Merkmale
Der Punktkopf-Laternenfisch wird 6,5 bis 7,7 cm lang und ist mit 4,8 cm Länge geschlechtsreif. Er hat einen dicken Kopf mit großen Augen und tiefer Maulspalte und einen kurzen, gedrungenen Körper, der seitlich leicht abgeflacht ist und nach hinten spindelförmig zuläuft. Charakteristisches Merkmal der Art sind zwei scheinwerferähnliche, große, fast rechteckige Leuchtorgane, die sich am Vorderkopf zwischen den Augen befinden und sich median berühren. Ausläufer dieser Leuchtorgane erstrecken sich entlang des Unterrandes der Augen. Weitere Leuchtorgane finden sich auf den Flanken unterhalb der Seitenlinie, am Bauch und am Schwanzflossenstiel. 
- Flossenformel: Dorsale (14)15-16, Anale (14)15-16, Pectorale 10-11, Ventrale 8.
- Schuppenformel: SL 37.
- Kiemenreusenstrahlen: 8 (9, selten 7) + 1 + 14-15, insgesamt 23-24 (25, selten 22).
- Leuchtorgane entlang der ventralen Post-Anal-Region (AO) 6 + 6 (5, selten 7), insgesamt 12 (11, selten 13).

## Lebensweise
Der Punktkopf-Laternenfisch lebt ozeanisch und mesopelagisch tagsüber in Tiefen von 375 bis 850 Metern (bis 1085 Meter im östlichen Ionischen Meer). Er unternimmt zur Nahrungssuche Vertikalwanderungen und steigt in der Nacht bis auf 90 Meter Wassertiefe auf.